# Bowie Legacy
Bowie Legacy è un raccolta del musicista e cantautore britannico David Bowie, pubblicato nel 2016.

## Tracce

### Edizione standard
Disco 1
1. Space Oddity – 5:14
2. The Man Who Sold the World – 3:57
3. Changes – 3:35
4. Oh! You Pretty Things – 3:12
5. Life on Mars? (2016 mix) – 3:49
6. Starman (Original single mix) – 4:12
7. Ziggy Stardust – 3:12
8. Moonage Daydream – 4:39
9. The Jean Genie (Original single mix) – 4:05
10. All the Young Dudes – 3:08
11. Drive-In Saturday – 4:30
12. Sorrow – 2:53
13. Rebel Rebel – 4:30
14. Young Americans (US single version) – 3:13
15. Fame – 4:16
16. Golden Years (Single version) – 3:27
17. Sound and Vision – 3:03
18. Heroes (Single version) – 3:33
19. Boys Keep Swinging – 3:17
20. Fashion (Single version) – 3:26
21. Ashes to Ashes (Single version) – 3:35

Disco 2
1. Under Pressure (with Queen) – 4:08
2. Let's Dance (Single version) – 4:08
3. China Girl (Single version) – 4:15
4. Modern Love (Single version) – 3:56
5. Blue Jean – 3:11
6. This Is Not America (with the Pat Metheny Group) – 3:51
7. Dancing in the Street (with Mick Jagger) – 3:10
8. Absolute Beginners (Single version) – 4:46
9. Jump They Say (Radio edit) – 3:54
10. Hallo Spaceboy (Pet Shop Boys remix; with the Pet Shop Boys) – 4:25
11. Little Wonder (Single version) – 3:42
12. I'm Afraid of Americans (V1 Trent Reznor remix) (Radio edit) – 4:25
13. Thursday's Child (Radio edit) – 4:26
14. Slow Burn (Radio edit) – 3:58
15. Everyone Says 'Hi' (Edited version) – 3:29
16. New Killer Star (Radio edit) – 3:43
17. Where Are We Now? – 4:09
18. Lazarus (Single edit) – 4:05
19. I Can't Give Everything Away (Single edit) – 4:26

### Versione singolo CD
1. Let's Dance (Single version) – 4:08
2. Ashes to Ashes (Single version) – 3:35
3. Under Pressure (with Queen) – 4:08
4. Life on Mars (2016 mix) – 3:35
5. Changes – 3:35
6. Oh! You Pretty Things – 3:12
7. The Man Who Sold the World – 3:57
8. Space Oddity – 5:14
9. Starman (Single version) – 4:08
10. Ziggy Stardust (Single version) – 4:08
11. The Jean Genie (Single version) – 4:05
12. Rebel Rebel – 4:30
13. Golden Years (Single version) – 3:27
14. Dancing in the Street (with Mick Jagger) – 3:10
15. China Girl (Single version) – 4:15
16. Fame (Single version) – 4:16
17. Sound and Vision – 3:03
18. "Heroes" (Single version) – 3:33
19. Where Are We Now? – 4:09
20. Lazarus (Single version) – 4:05